# NGC 2325
NGC 2325 este o centimetric radio source⁠(d) situată în constelația Câinele Mare. A fost descoperită în 1 februarie 1837 de către John Herschel. Se află la o distanță de 25,82 de megaparseci de Pământ.